# Andreas von Österreich

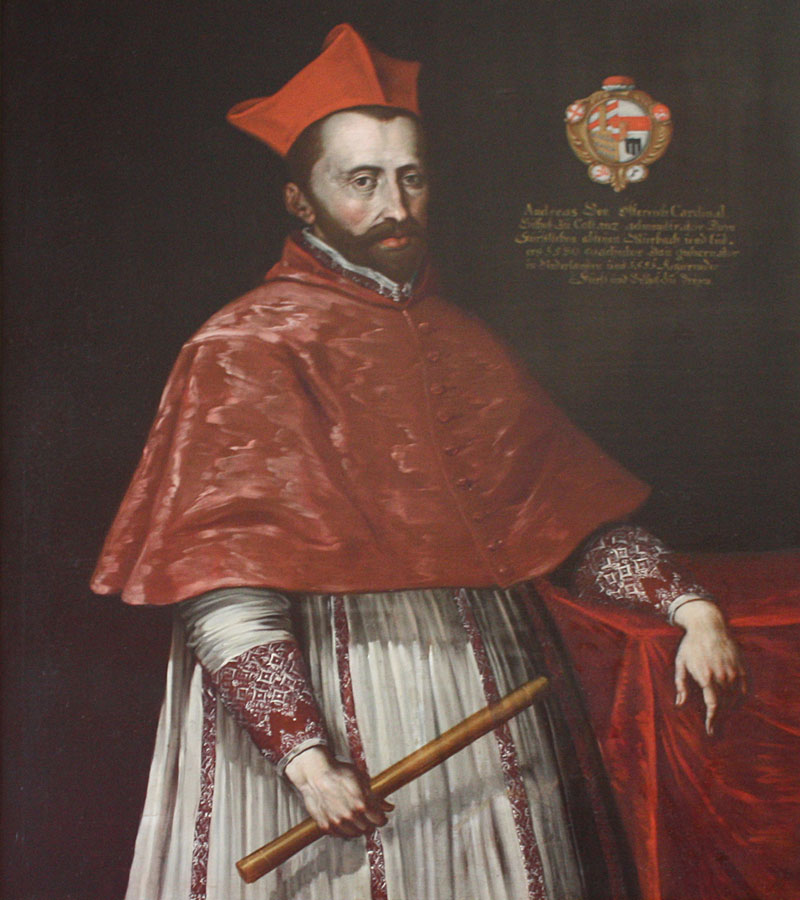
Andreas Kardinal von Österreich

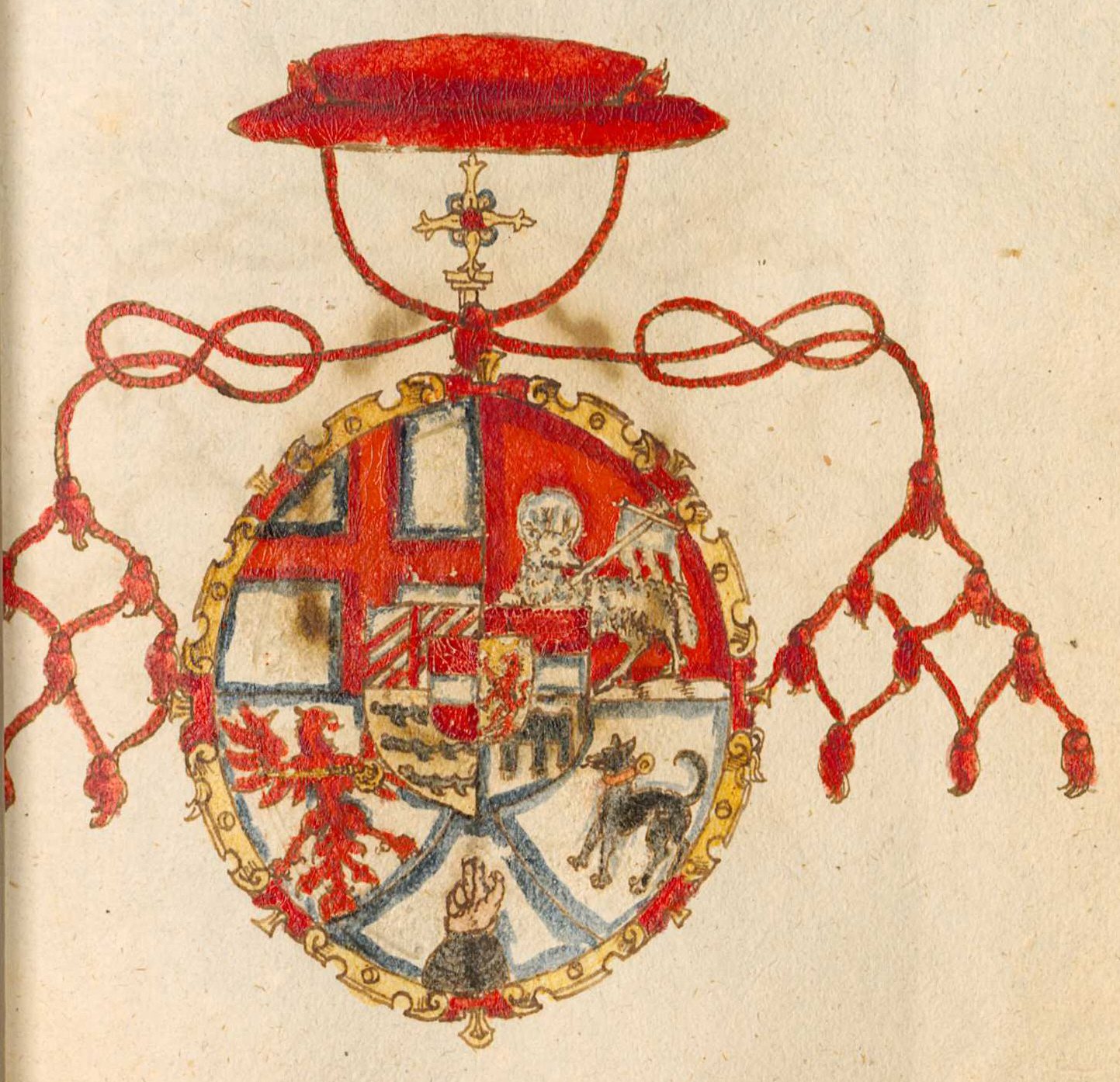
Wappen von Kardinal Andreas von Österreich (Wappensammlung von 1594)

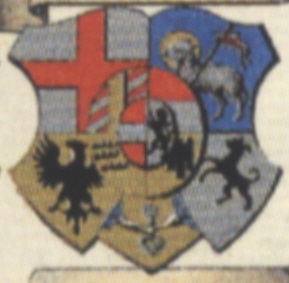
Wappenschild als Bischof von Konstanz

Andreas von Österreich (* 15. Juni 1558 auf Burg Bresnitz, Březnice, Böhmen; † 12. November 1600 in Rom) war Kardinal und Bischof von Konstanz und Brixen. Seine Eltern waren der Habsburger Erzherzog Ferdinand II., Landesfürst von Tirol, und dessen Frau, die Augsburger Patriziertochter Philippine Welser. Er war von 1587 bis 1600 Fürstabt des Klosters Murbach. Sein Grabmal befindet sich in der Kirche Santa Maria dell’Anima in Rom.

## Leben

### Kindheit und Jugend
Wie auch sein jüngerer Bruder Karl wurde er als angebliches Findelkind auf der Schwelle des Schlosses Březnice in Böhmen niedergelegt und dort von Philippine Welser, seiner leiblichen Mutter, aufgehoben und dadurch als Kind angenommen. Philippine lebte dort bei ihrer Tante Katharina von Lokšan und hatte zuvor den böhmischen Statthalter Erzherzog Ferdinand II. heimlich in morganatischer Ehe geheiratet. Nur wenige Vertraute wussten, dass die beiden seine leiblichen Eltern waren. Erst später wurde die Ehe bekanntgemacht und die Kinder erhielten den Namen von Österreich. Das Haus Habsburg erklärte sie für erbfolgeberechtigt nur für den Fall, dass alle anderen Habsburger ausstürben.
Gemeinsam mit seinem jüngeren Bruder wuchs er erst in Böhmen, später in Tirol auf. Da aufgrund der unstandesgemäßen Mutter eine adelige Heirat nicht in Frage kam, mussten die Söhne anderweitig versorgt werden. Die Eltern beschlossen, dass Andreas die geistliche Laufbahn einschlagen sollte. Im März 1574 reiste er mit großem Tross nach Rom, der zukünftige Kardinal sollte ein standesgemäßes Leben führen können. Für Papst Gregor XIII. hatte die Mutter eine Truhe mit Arzneien mitgeschickt, welche der Sohn beim ersten Zusammentreffen mit diesem überreichen sollte. Es verging allerdings geraume Zeit, bis es zu der Begegnung kam. Als er den inzwischen 17-Jährigen schließlich zum Kardinal ernannte, meinte er, dass dieser diese hohe Auszeichnung einzig und alleine seinem Vater zu verdanken habe.

### Kirchliche Laufbahn
Im Konsistorium vom 19. November 1576 verlieh Papst Gregor XIII. Andreas von Österreich den Kardinalshut und ernannte ihn 1577 zum Kardinalpriester mit der Titelkirche Santa Maria Nuova. Seit 1580 war er Koadjutor des Konstanzer Bischofs und trat 1589 dessen Nachfolge als Fürstbischof von Konstanz an. Die Bischofsweihe empfing er am 8. Januar 1590. Seit 1591 war er zudem kurzzeitig Koadjutor, dann Bischof von Brixen.
Als Kardinal konnte er an vier Papstwahlen teilnehmen: Es waren die Konklaven von 1585, 1590, 1591 und 1592.

### Sonstiges
Von 1578 bis 1600 war Andreas von Österreich Markgraf von Burgau. In den Jahren 1598/99 vertrat er zudem seinen Cousin, Erzherzog Albrecht VII. von Österreich, als Statthalter der Südlichen Niederlande.
Er hatte zwei illegitime Kinder, Hans-Georg Degli Abizzi (* 1583) und Susanna Degli Abizzi (1584–1653), die bei seinem Bruder Karl aufwuchsen.